# Вила (Долина Аосте)
Вила је насеље у Италији у округу Долина Аосте, региону Долина Аосте.
Према процени из 2011. у насељу је живело 57 становника. Насеље се налази на надморској висини од 1411 м.